# Capitulare episcoporum

Droit romano-germain
Droit du haut Moyen Âge
Capitulare Haristalense (mars 779) Admonitio generalis (789)
Le Capitulare episcoporum ou capitulaire de Herstal II est le premier texte normatif du règne de Charlemagne qui prévoit des mesures spécifiques contre le manque de denrées alimentaires.

## Contexte
La « grande faim » de 779 (en latin : magna  fames), d’après les seules sources de la tradition rhénane et alémanique à Lorsch, à Murbach et à Reichenau, ne semble localisée, d'après Curschmann, que dans la région du Rhin. Devroye mentionne néanmoins que « [m]algré une indication géographique – « in Francia » – il est impossible de déterminer si l’expression utilisée dans les annales rédigées à Lorsch et à Murbach désigne une pénurie alimentaire touchant tout ou partie du royaume ». Dans tous les cas, elle est sans doute le résultat d’une disette de soudure liée à l’insuffisance des moissons de l’été précédent et du manque de réserves pour nourrir les « pauvres gens » qui forment le gros de la population rurale. Cependant, Devroye conclut qu'il s'agissait « vraisemblablement d’une crise localisée dans les pays du Rhin durant l’année récolte 778-779, à la suite des déprédations, des meurtres et de la panique provoquées par le raid et les destructions des Saxons sur la rive droite du fleuve, entre Deutz et l’embouchure de la Moselle, et dans le Lahngau durant l’automne 778 ».
En effet, cette première crise de subsistance du règne de Charlemagne intervient dans un contexte météorologique banal. Ce qui fait donc sa particularité, ce sont les événements qui la précèdent : le désastre de l’expédition en Espagne, le soulèvement des Saxons qui ont menacé Cologne, la crainte d’autres révoltes en Aquitaine et en Septimanie ainsi que la fragilité de la pacification de l’Italie. À tous ces événements « s’est [donc] ajoutée une sévère famine contre laquelle Charlemagne a tenté de lutter avec le deuxième capitulaire de Herstal de 779 ».

## Le problème des deux capitulaires de Herstal
Deux capitulaires sont élaborés en mars 779. L’enquête fouillée de Mordek établit la datation de mars 779 et associe les deux capitulaires, là où Boretius penchait pour le début de l’année 780 et Ganshof pour 792-793. On les trouve aussi nommés comme « le double capitulaire de Herstal ».

## Contenu

### Un texte normatif
Le Capitulare episcoporum est le premier texte normatif du règne de Charlemagne qui prévoit des mesures spécifiques contre le manque de denrées alimentaires. Le texte ne fait pas référence à la « famine », même si l’on peut déduire que c’est bien de cela qu’il s’agit. En effet, il est question de « pauperes famelicos » qui doivent être nourris jusqu’à la prochaine récolte. À en croire la datation proposée par Hubert Mordek, ce capitulaire aurait été contemporain d’une « grande famine » qui aurait atteint la Francia en 779 et dont font état les Annales de Lorsch .

### Péchés et famine
Le médiéviste brésilien Marcelo Cândido emploie le concept d’économie morale pour désigner les mesures à la fois économiques et religieuses prises par Charlemagne pour combattre cette « grande faim ».
En effet, en 779, les sources écrites qui mentionnent la « grande faim » laissent transparaître un certain trouble des élites quant à la « droiture » du roi Charles après les revers subis par les Francs face aux musulmans et aux Saxons. Ainsi, à ce propos, François Louis Ganshof a écrit « qu’il est permis de croire que, dans la pensée de Charlemagne et de ses conseillers, la crise de 778 aura été interprétée comme un avertissement du Ciel [pour] extirper de scandaleux abus et [pour] faire régner la justice », ce que confirme la dénomination des événements de 778-779 qui sont qualifiés de « Tribulatio », mot qui désigne une adversité considérée comme une épreuve voulue par Dieu. C'est ainsi l'action du roi qui est visée : « Ce lien qui relie la fertilité de la nature et la prospérité du royaume à la figure du roi juste/injuste, résumé par l’expression gaélique de « droiture du roi » apparaît dans la tradition insulaire irlandaise à partir du VIIe siècle. »
La réparation des péchés révélés par les « calamités » devait donc passer par une démarche de réconciliation avec Dieu : cérémonies liturgiques, gestes de pénitence, appel aux élites à manifester leur charité et, surtout, rappel de l’injonction à payer les dîmes. Concernant les mesures de charité, on trouve par exemple des instructions qui visent à l’organisation par les grands ecclésiastiques et laïcs du royaume de liturgies et de mesures d’assistance aux pauvres victimes de la faim.
Tout ceci est confirmé, comme l’indique Jean-Pierre Devroey, par « le nombre insignifiant de pauvres faméliques à aider jusqu’à la prochaine moisson (1 à 4 personnes par aidant selon leur rang) [qui] place les mesures d’Herstal II dans le registre de l’action symbolique ». S’inscrivant dans une « économie providentielle », le paiement de la dîme constitue, quant à lui, une « dette préalable ». Il devient une offrande, un contre-don à l’action bienfaisante de la Nature. Qui tente de s’y soustraire commet une faute individuelle, forme majeure d’infidélité, à Dieu comme au roi, qu’il convient de réprimer. D’ailleurs, dans le récit du synode de Francfort sur les grains vides, les « voix de blâme » entendues après la dévoration des grains disaient qu’« il fallait payer volontairement la dîme si on ne voulait pas mettre en péril le succès des récoltes assuré par la Providence. »